# Robert Lopez
Robert Lopez, también conocido como Bobby Lopez, es un compositor estadounidense de musicales, más conocido por cocrear The Book of Mormon y Avenue Q, y por componer las canciones que aparecen en las películas animadas por computadora de Disney Frozen (y su secuela, Frozen II) y Coco), con su esposa Kristen Anderson-Lopez. De solo dieciocho personas que han ganado un Emmy, un Grammy, un Oscar y un Premio Tony, es el más joven y más rápido (10 años) en ganar los cuatro y desde 2018, es la única persona que ha ganado los cuatro premios más de una vez.

## Primeros años
Robert Lopez nació en Manhattan, hijo de Katherine (Lowe) y Frank Lopez. Es en parte descendiente de filipinos a través de su padre (que nació en un barco en medio del océano después de partir de Manila). Su abuelo paterno era filipino y su abuela paterna era mitad filipina y mitad escocesa-estadounidense (ambos residieron originalmente en Manila). Su padre era director de publicaciones del Centro Médico Langone de la NYU.
López pasó gran parte de su infancia en Greenwich Village, excepto por un año en Massachusetts mientras su padre trabajaba para la Universidad de Clark. A su regreso a la ciudad de Nueva York cuando tenía seis años, "fue una casualidad" que comenzó a tomar clases de piano en la Escuela de Música Greenwich House. El departamento que estaban alquilando en ese momento tenía un piano; su madre le preguntó si estaba interesado en tomar lecciones, y él dijo que sí. A los siete años, sus padres le compraron un piano, vio su primer espectáculo de Broadway, y escribió su primera canción. A los 11 años, escribió su primer número de apertura. Alrededor de los 12 años, se alejó brevemente del piano e intentó tocar el saxofón, además de tomar cursos de composición musical en otras escuelas de música.
López pasó a la escuela secundaria Hunter College High School y luego a la Universidad de Yale, donde se graduó en 1997 con un B.A. en inglés (el tipo de título académico discutido expresamente en la segunda canción de Avenue Q). Mientras estaba en Yale, escribió tres obras de teatro (de las cuales dos eran musicales) y fue miembro del grupo cappella Yale Spizzwinks, Y fue influenciado por profesores como Vincent Scully, John Hollander y Harold Bloom. Durante su tiempo en Yale, esperaba vagamente ganarse la vida escribiendo musicales y "no tenía [otras] opciones de carrera"; hacia ese fin, evitó cursos que lo prepararían para una carrera en algo más seguro como la ley o la medicina.

## Carrera
Al graduarse de Yale, López regresó con sus padres y hermano a Greenwich Village, donde vivió durante cuatro años hasta que pudo ganar suficiente dinero escribiendo canciones para que Theatreworks USA alquilara un departamento propio. Durante este período, tomó trabajos temporales en compañías como Pfizer y trabajó como recepcionista de fin de semana para su antigua escuela de música, Greenwich House.
En 1998, mientras participaba en el Taller de Teatro Musical BMI Lehman Engel, conoció a otro aspirante a compositor, Jeff Marx. Su primer proyecto juntos, Kermit, Príncipe de Dinamarca, una parodia Muppet de Hamlet, ganó el Premio Kleban por la letra, aunque The Jim Henson Company rechazó el guion, diciendo que no tenía suficiente "atractivo infantil". La historia era considerado para la próxima película de Muppet por Chris Curtin en 2004, hasta que Curtin dejó la compañía Disney. Rick Lyon, Rebecca Jones y Susan Blackwell interpretaron lo más destacado del musical no producido en el Taller BMI.
En 1999, López y Marx, que colaboraron tanto en música como en letras, comenzaron a trabajar en Avenue Q, un musical escénico que, utilizando personajes de marionetas, similares a los de Sesame Street, trataba temas e ideas para adultos. El programa, para el cual López también proporcionó los segmentos animados, fue su primera experiencia profesional. Después de tocar en Off-Broadway, el espectáculo se transfirió en julio de 2003 al John Golden Theatre de Broadway, donde demostró ser un éxito crítico y popular, al ganar el Premio Tony al Mejor Musical en 2004, y ganar a López y Marx el Premio Tony al Mejor Banda sonora Original. The Original Cast Recording fue nominada para un premio Grammy en 2004.
En 2005, López comenzó a trabajar en un nuevo proyecto musical con su compañero musical Jeff Marx, y con Matt Stone y Trey Parker, los creadores de South Park, una serie que, en 2003, López había mencionado como una inspiración parcial para Avenida Q. The Book of Mormon se estrenó en Broadway en el Teatro Eugene O'Neill el 24 de marzo de 2011, luego de avances del 24 de febrero. El espectáculo recibió numerosos premios de teatro, incluido el Tony al Mejor Musical de 2011, y dos Premios Tony más para López : Mejor partitura original y mejor libro de un musical. La grabación original del elenco de la producción también le valió a López el Premio Grammy 2012 al Mejor Álbum de Teatro Musical.
A principios de 2006, López colaboró con su hermano Billy en varios episodios de la serie Wonder Pets de Nickelodeon, por la cual compartieron un premio Daytime Emmy con otros compositores y director musical de la serie, Jeffrey Lesser, en 2008. En enero de 2007, una adaptación musical de la película de Disney/Pixar Finding Nemo, que López coescribió con su esposa, Kristen Anderson-Lopez, se estrenó en el parque temático Disney's Animal Kingdom.
El 18 de enero de 2007, López y Marx nuevamente colaboraron para escribir cuatro de las canciones para el exitoso programa de televisión Scrubs en el episodio 123 del programa titulado "My musical". TV Guide nombró al episodio como uno de los 100 mejores episodios de programas de TV de todos los tiempos en 2009. López, junto con Jeff Marx, fue reconocido con una nominación al Emmy por la canción "Everything Comes Down to Poo" del episodio mencionado anteriormente. Stephanie D'Abruzzo, quien originó los papeles de Kate Monster y Lucy the Slut en Avenue Q, protagonizó el episodio.
En abril de 2010, López escribió la canción "Bet Against the American Dream", que apareció en el programa de NPR "This American Life". La canción fue escrita al estilo de una canción de Broadway, y parodió una escena del musical "The Producers" para ilustrar la historia de un fondo de cobertura de la vida real llamado Magnetar que ganó millones de dólares cuando el mercado inmobiliario colapsó. El 25 de junio de 2010, López ganó su segundo Emmy de Artes Creativas Diurnas por Logro Sobresaliente en Dirección y Composición Musical por su trabajo en The Wonder Pets. En 2011, López volvió a trabajar con Matt Stone y Trey Parker en el episodio de South Park "Broadway Bro Down".
López también coescribió dos canciones para la serie animada de Disney Channel Phineas y Ferb: "Aerial Area Rug", para el episodio "Magic Carpet Ride" y "Fly On the Wall", para el episodio del mismo nombre.
López compuso una canción para el episodio de Los Simpson "A Totally Fun Thing That Bart Will Never Do Again" titulada "Disfruta mientras puedas", que se emitió el 29 de abril de 2012.
López y su esposa Kristen Anderson-López escribieron siete canciones para Winnie the Pooh, lanzadas en 2011 por Walt Disney Animation Studios. También escribieron una canción original para Wreck-It Ralph que fue cortada de la película terminada.
En 2013, López y Anderson-López escribieron canciones para el largometraje Frozen de Disney Animation. La canción "Let It Go" ganó el Óscar a la Mejor Canción Original, convirtiendo a López en la 12.ª persona en lograr el EGOT. El 8 de febrero de 2015, ganaron otro Grammy por su trabajo en Frozen para el Premio Grammy a la mejor canción escrita para una película, televisión u otro medio visual por "Let It Go".
En desarrollo durante varios años por López y Anderson-López, su musical de comedia romántica Up Here se estrenó el 9 de agosto de 2015, en La Jolla Playhouse en San Diego. López describe Up Here como "Es como si Annie Hall conociera al Cirque du Soleil. Es una comedia romántica con un gran giro teatral".
López y su esposa escribieron el número musical "Moving Pictures" para la 87.ª entrega de los Premios de los Óscar.
A finales de 2015 se anunció que López escribiría canciones originales para el renacimiento de la serie de comedia de culto Mystery Science Theatre 3000.
López y su esposa se encargaron de escribir la música para la película de Disney Gigantic, un recuento animado de "Jack and the Beanstalk", pero la película se archivó en octubre de 2017.
La película de Disney/Pixar Coco, lanzada en noviembre de 2017, presenta la canción "Remember Me" de Lopez y Anderson-Lopez. La canción ganó el Óscar de 2018 a la Mejor Canción Original, convirtiendo a López en el primer doble ganador de EGOT.

## Vida personal
Durante su participación en el Taller de Lehman Engel de 1998, Robert López conoció y comenzó a salir con la letrista Kristen Anderson-Lopez. Como se describe en un perfil de The New York Times de 2003, la pareja, que lucha en un período post-universitario con poco dinero que recuerda la historia de Princeton y Kate Monster de Avenue Q, "viven en Astoria, Queens, [conducían] un 1989 Buick y sobrevivían con comida rápida ".
La pareja se casó en 2003 y tienen dos hijas; Katie y Annie, quienes tenían papeles de voz en Frozen, con Katie con la voz de Anna (de 5 años) y Annie, una trol. Actualmente residen en el vecindario Park Slope de Brooklyn.

## Premios y distinciones
Premios Óscar
| Año  | Categoría              | Canción       | Película | Resultado |
| ---- | ---------------------- | ------------- | -------- | --------- |
| 2014 | Mejor canción original | «Let It Go»   | Frozen   | Ganadora  |
| 2018 | Mejor canción original | «Remember Me» | Coco     | Ganadora  |

Premios Annie
| Año  | Categoría                        | Trabajo         | Resultado |
| ---- | -------------------------------- | --------------- | --------- |
| 2012 | Música en una producción animada | Winnie the Pooh | Nominado  |
| 2014 | Música en una producción animada | Frozen          | Ganador   |
| 2018 | Música en una producción animada | Coco            | Ganador   |
| 2020 | Música en una producción animada | Frozen 2        | Pendiente |

Critics' Choice Award
| Año  | Categoría              | Canción              | Película | Resultado |
| ---- | ---------------------- | -------------------- | -------- | --------- |
| 2013 | Mejor Canción Original | ''Let It Go''        | Ganador  |           |
| 2017 | Mejor Canción Original | ''Remember Me''      | Ganador  |           |
| 2019 | Mejor Canción Original | ''Into the Unknown'' | Nominado |           |

Premios Daytime Emmy
| Año  | Categoría                                 | Canción          | Película | Resultado |
| ---- | ----------------------------------------- | ---------------- | -------- | --------- |
| 2008 | Excelente dirección musical y composición | The Wonder Pets! | Ganador  |           |
| 2010 | Excelente dirección musical y composición | The Wonder Pets! | Ganador  |           |

### Premios Drama Desk
Fuente: Playbill Vault
| Año  | Categoría                             | Trabajo            | Resultado |
| ---- | ------------------------------------- | ------------------ | --------- |
| 2003 | A las Letras Destacadas               | Avenue Q           | Nominado  |
| 2003 | A las Letras Destacadas               | Avenue Q           | Nominado  |
| 2011 | A las Letras Destacadas               | The Book of Mormon | Ganador   |
| 2011 | A las Letras Destacadas               | The Book of Mormon | Ganador   |
| 2011 | Por libro sobresaliente de un musical | The Book of Mormon | Nominado  |

### Premios Globo de Oro
Fuente: Globos de Oro
| Año  | Categoría              | Trabajo              | Resultado |
| ---- | ---------------------- | -------------------- | --------- |
| 2013 | Mejor Canción Original | ''Let It Go''        | Nominado  |
| 2017 | Mejor Canción Original | ''Remember Me''      | Nominado  |
| 2019 | Mejor Canción Original | ''Into the Unknown'' | Nominado  |

### Premios Grammy
Fuentes: Grammy; Playbill
| Año  | Categoría                                                                        | Trabajo            | Resultado |
| ---- | -------------------------------------------------------------------------------- | ------------------ | --------- |
| 2005 | Mejor Álbum de Teatro Musical                                                    | Avenue Q           | Nominado  |
| 2012 | Mejor Álbum de Teatro Musical                                                    | The Book of Mormon | Ganador   |
| 2015 | Mejor Recopilación de Banda Sonora para Película, Televisión u otro Medio Visual | Frozen             | Ganador   |
| 2015 | Mejor Canción Escrita para una Película, Televisión u otro Medio Visual          | Let It Go          | Ganador   |
| 2019 | Mejor Canción Escrita para una Película, Televisión u otro Medio Visual          | "Remember Me"      | Nominado  |

### Premios Primetime Emmy
Fuente: Emmy
| Año  | Categoría            | Trabajo       | Resultado |
| ---- | -------------------- | ------------- | --------- |
| 2007 | Mejor Música y Letra | Scrubs        | Nominado  |
| 2015 | Mejor Música y Letra | The Comedians | Nominado  |

### Premios Tony
Fuente: Playbill Vault
| Año  | Categoría                   | Trabajo            | Resultado |
| ---- | --------------------------- | ------------------ | --------- |
| 2004 | Mejor Banda Sonora Original | Avenue Q           | Ganador   |
| 2011 | Mejor Guion de un Musical   | The Book of Mormon | Ganador   |
| 2011 | Mejor Banda Sonora Original | The Book of Mormon | Ganador   |
| 2018 | Mejor Banda Sonora Original | Frozen             | Nominado  |